# Jonathan Phillips (Schauspieler)
Jonathan (Jonny/Johnny) Phillips (* 5. September 1963 in London) ist ein britischer Schauspieler. Am bekanntesten dürfte seine Darstellung des zweiten Offiziers Charles Lightoller in dem Blockbuster Titanic im Jahr 1997 sein.

## Filmografie
| - Big Things (2009) - Bronson (2009) - Hustle – Unehrlich währt am längsten (1 Folge, 2009) - Jade (2009) - Holby City (1 Folge, 2008) - The Edge of Love (2008) - 10 Days to War (1 Folge, 2008) - Heroes and Villains: Attila the Hun (2008) - The Bill (3 Folgen, 1996–2007) - Secret Diary of a Call Girl (1 Folge, 2007) - Heartbeat (1 Folge, 2007) - Soft (2007) - Gerichtsmediziner Dr. Leo Dalton (2 Folgen, 2006) - Inspector Barnaby (Midsomer Murders) Fernsehserie, Staffel 9, Folge 6, 2006: Pikante Geheimnisse (Country Matters) - The Ghost Squad (1 Folge, 2005) - The Golden Hour (1 Folge, 2005) - Vanity Fair (2004) (als Jonny Phillips) .... Mr. Wenham - Forever (2004) - New Tricks – Die Krimispezialisten (1 Folge, 2004) - Wer die Toten weckt (2 Folgen, 2003) - One for the Road (2003) - The Peterloo Massacre (2003) - Dead Gorgeous (2002) - The Last Great Wilderness (2002) - NCS Manhunt (2002) - Comedy Lab (1 Folge, 2001) - NCS: Manhunt (2001) | - Monarch of the Glen (1 Folge, 2000) - Beautiful People (1999) - The Quarry (1998) - Maisie Raine (1 Folge, 1998) - Titanic (1997) - Supply & Demand (1997) - Kavanagh QC - A Touch of Frost (1 Folge, 1996) - Der Infiltrator (1995) - The Mystery of Edwin Drood (1993) - Agatha Christie: Poirot (1 Folge, 1993) - Die Abenteuer des jungen Indiana Jones (1 Folge, 1992) - Between the Lines (1 Folge, 1992) - Moon and Son (1 Folge, 1992) - Lovejoy (2 Folgen, 1991) - Clarissa (1991) - Casualty - Max and Helen (1990) - Killing Dad or How to Love Your Mother (1989) - The Last of England – Verlorene Utopien (1988) - Leave to Remain (1988) - Dornröschen (1987) - Rumpelstilzchen (1987) - Das Stürmische Leben des Joe Orton (1987) - The Ties of Blood (1985) |